# Мапирипана
Мапирипана (исп. Mapiripana) — посёлок на востоке Колумбии, на территории департамента Гуайния. Входит в состав муниципалитета Барранко-Минас.

## История
До июля 2019 года являлся отдельной административной единицей департамента Гуайния. В июле 2019 года был включён в состав муниципалитета Барранко-Минас.

## Географическое положение
Посёлок расположен в западной части департамента, в пределах Амазонского природно-территориального комплекса, на правом берегу реки Гуавьяре, на расстоянии приблизительно 305 километров к западу-юго-западу от посёлока Инириды, административного центра департамента. Абсолютная высота — 138 метров над уровнем моря.

## Население
По данным Национального административного департамента статистики Колумбии, совокупная численность населения посёлка и бывшего муниципалитета в 2015 году составляла 2845 человек.
Динамика численности населения муниципалитета по годам:
| 2005 | 2006 | 2007 | 2008 | 2009 | 2010 | 2011 | 2012 | 2013 | 2014 | 2015 |
| ---- | ---- | ---- | ---- | ---- | ---- | ---- | ---- | ---- | ---- | ---- |
| 3072 | 3055 | 3036 | 3016 | 2995 | 2973 | 2949 | 2924 | 2898 | 2872 | 2845 |